# Camouflage Jigsaw
Le camouflage Jigsaw est un camouflage en usage dans l'armée de terre belge. Après son adoption en 1958, il était principalement utilisé chez les unités spéciales et les Para-Commando. Depuis, il s'est généralisé au reste des troupes. Diverses variations et évolutions ont eu lieu, la dernière remontant à 2016.

## Histoire
Après son adoption par l'armée belge en 1956, il était à l'origine principalement utilisé par les paracommandos. Il a ensuite été adopté par l'ensemble des forces armées belges et a subi plusieurs variations par rapport au modèle original. La dernière variante tempérée a été mise en œuvre en 2016.
Un motif de camouflage distinct, inspiré du précédent belge, a été adopté par certaines unités des Forces armées zaïroises au Zaïre, une ancienne colonie belge, jusque dans les années 1990. Des variantes similaires ont également été produites ailleurs en Afrique.
Dans le cadre de l'introduction du système belge d'habillement de défense, il a été annoncé que ce motif serait progressivement abandonné par les forces armées belges au profit du Multicam à partir de novembre 2022. Le contrat a été attribué à Sioen et Seyntex avec Crye Precision pour un budget de 410 millions d'euros. Le motif fait l'objet d'un brevet américain.

## Motifs
La principale version tempérée belge à quatre tons a été officiellement désignée sous le nom de "Woodland", tandis qu'une version désertique a également été produite.
Un certain nombre de motifs de camouflage inspirés de l'original belge ont été adoptés par des armées étrangères. Une variante burundaise avec des couleurs plus sombres et une version avec des couleurs bleues ont été utilisées par l'armée et la police burundaises.

## Utilisateurs

### Actuel
- Belgique: Camouflage standard des forces armées belges[4]. Being replaced from November 2022 by Multicam in G4 clothing style[6].

### Anciennement
- Argentine: Uniformes camouflés fabriqués par la société belge Salik et connus pour avoir été utilisés par les compagnies de commandos 601/602 et certains commandos de marine pendant la guerre des Malouines.[7]
- Burundi: Connue pour avoir été utilisée par "certaines unités locales" sous le régime colonial belge et brièvement après l'indépendance par l'armée nationale burundaise.[5]
- Tchad: Camo Belge Jigsaw utilisé par l'armée tchadienne dans les années 1980.[8]
- République démocratique du Congo: Anciennement utilisé par la Force Publique et l'Armée Nationale Congolaise.[9]
- Luxembourg: Les versions belges pour la forêt et le désert utilisées par les forces armées luxembourgeoises pendant la guerre d'Afghanistan (2001-2021).[10]

## Galerie

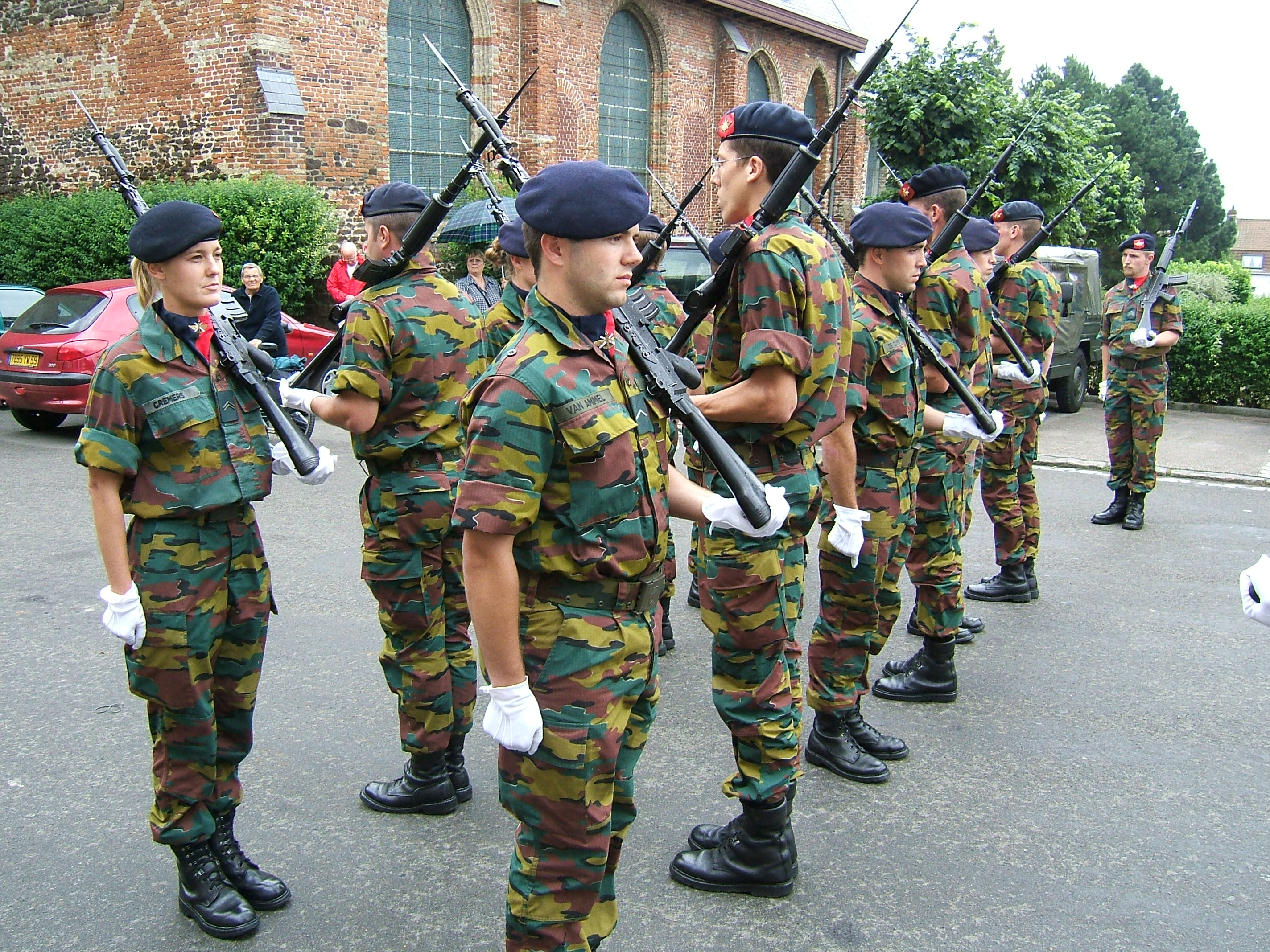
Un peloton d'exercice belge portant des uniformes de camouflage "jigsaw" en 2006
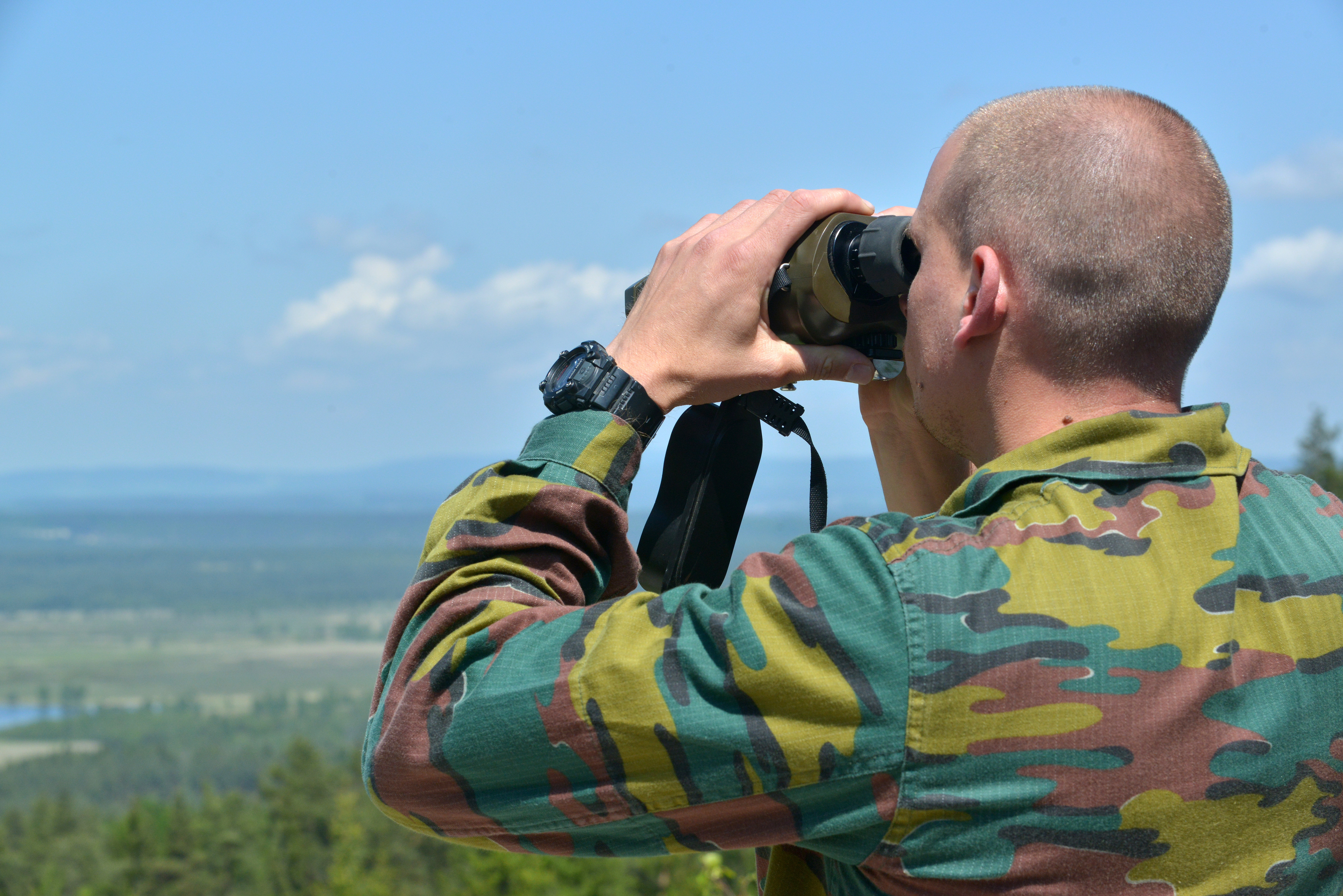
Gros plan sur un soldat belge en treillis Jigsaw, Camp d'entrainement de Grafenwöhr.
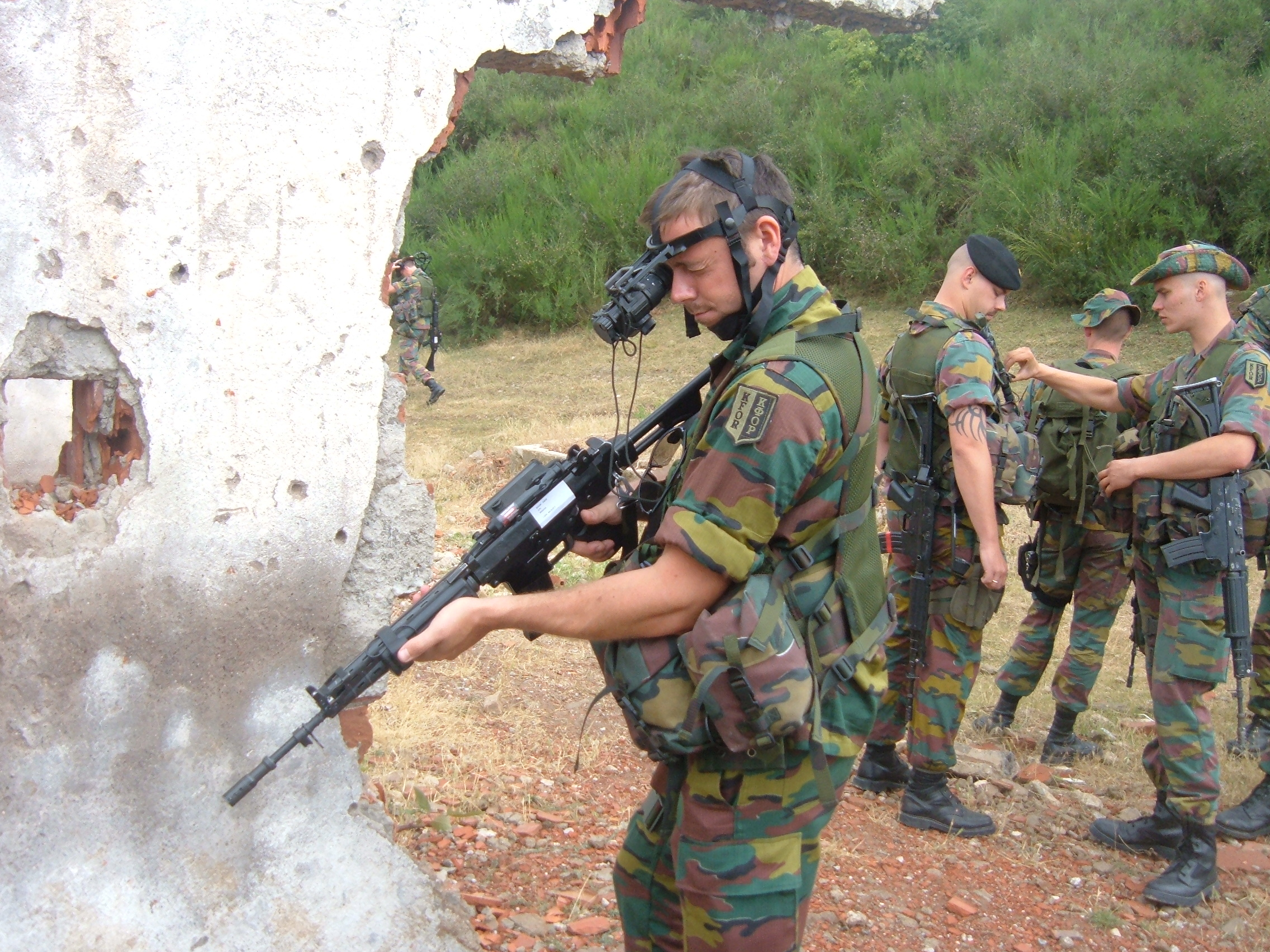
Soldats belges avec des fusils d'assaut FNC.

## Source
- (en) Cet article est partiellement ou en totalité issu de l’article de Wikipédia en anglais intitulé « Jigsaw camouflage » (voir la liste des auteurs).